# 名誉学士
名誉学士（めいよがくし、Bachelor honorary degree）とは、各国の国内法ないし各大学が規則により定める学位に類する学術称号で、名誉学位のひとつである。ただし、学校教育法上の学士の学位とは異なり、大学の自治に基づき大学が独自に定めた名誉称号である。名誉学位ともいい、名誉修士や名誉博士の下位にある称号である。あくまでも社会活動の実績が認められるだけであり、学位論文の審査を受けるわけではないため、たとえ名誉学士を贈呈されたとしても大学学部卒の扱いにはならない。名誉学位は自ら望んで得られるものではなく、大学の威信をかけた厳格な審査も相まって、贈呈される人物は非常に稀である。

## 名誉学士設置機関
- アルベルトゥス・マグヌス大学
- ニュー・イングランド大学
- ミラノ工科大学
- ロヨラ大学
- 福岡教育大学 - 2008年9月13日、歌手・俳優の武田鉄矢（中退）に授与[1][2]。
- 明治学院大学 - 2014年3月18日、ロックバンドのTHE ALFEEのメンバー3名（中退）に授与[3][4][5]。

## 贈呈を見送られた例
- 山形大学工学部 - 2012年に死去した作家・吉本隆明に対し名誉学士の称号を贈呈することが検討されたが、見送られた[6]。